# 張鏜 (嘉靖進士)
張鏜（1490年—？年），字德揚，武功中衛匠籍，浙江餘姚縣人。明朝政治人物。

## 生平
治《書經》，正德十一年（1516年）由國子生中式丙子科順天府鄉試第九十七名舉人，嘉靖二年（1523年）癸未科會試第三百八十八名，第三甲第二百三十四名進士。授山东滕县知县，升工部主事，十四年管徐州吕梁工部分司，在凤冠山上修建川上书院。历任工部郎中，世宗南巡時，于十八年（1539年）正月与太监杨綱奉命沿途搭盖梓宫行殿，平治道路，整办船只，二十三年（1544年）正月升江西布政司右参议，十二月因解运磁器违限，被巡按江西御史魏谦吉弹劾，停俸二月。

## 家族
曾祖张安。祖父张华。父张逵，壽官。前母陳氏；母余氏。具庆下，行四，兄张镃、张鉞、张銘。